# Attila Hörbiger

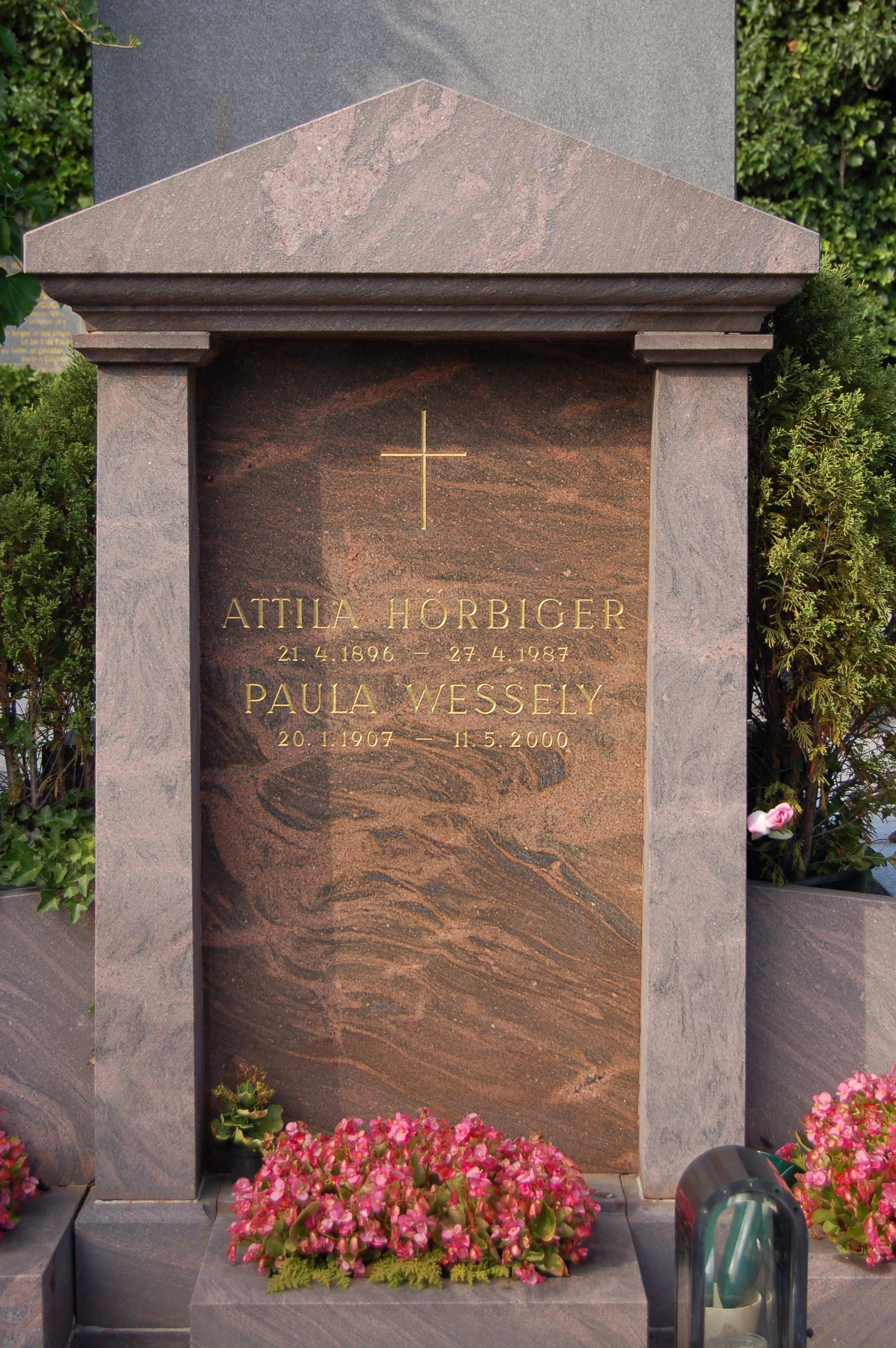
Grabmal von Attila Hörbiger und Paula Wessely auf dem Grinzinger Friedhof

Attila Hörbiger (* 21. April 1896 in Budapest, Österreich-Ungarn; † 27. April 1987 in Wien) war ein österreichisch-ungarischer Schauspieler. Er spielte von 1935 bis 1937 und von 1947 bis 1951 den Jedermann bei den Salzburger Festspielen.

## Leben
Attila Hörbiger war ein Sohn von Hanns Hörbiger, der Bruder von Paul Hörbiger, ab 1935 der Ehemann von Paula Wessely und der Vater von Elisabeth Orth, Christiane Hörbiger und Maresa Hörbiger, der Großvater von Cornelius Obonya, dem Sohn von Elisabeth Orth, sowie der Großonkel von Mavie Hörbiger und Christian Tramitz.
Hörbiger übersiedelte 1903 mit seinen Eltern nach Wien. Von 1906 bis 1914 besuchte er das Stiftsgymnasium St. Paul im Lavanttal, wo er erste Schauspielerfahrung sammelte. 1919 gab er sein Bühnendebüt in Wiener Neustadt. Danach spielte er an der Schwäbischen Volksbühne in Stuttgart, 1920 in Bozen, 1921 am Raimundtheater in Wien, Bad Ischl und 1922 am Stadttheater Reichenberg, 1923 in Wien an der Jarno-Bühne, 1925 in Brünn und von 1926 bis 1928 am Neuen Theater in Prag.
Hörbiger war von 1928 bis 1949 am Theater in der Josefstadt in Wien engagiert, ab 1950 bis 1975 war er Ensemblemitglied des Wiener Burgtheaters. Am 15. Oktober 1955 spielte er aus Anlass der Wiedereröffnung des Burgtheaters den Rudolf von Habsburg in Grillparzers König Ottokars Glück und Ende.
Von 1935 bis 1937 und 1947 bis 1951 verkörperte er den Jedermann bei den Salzburger Festspielen. Am 6. April 1974 spielte er bei der Burgtheater-Premiere von Nathan der Weise den Nathan, seine jüngste Tochter Maresa die Recha. 1985 stand Hörbiger als Winter in Ferdinand Raimunds Der Diamant des Geisterkönigs zum letzten Mal auf der Bühne. 1986 wurde in der Ehrengalerie des Burgtheaters ein Porträt von ihm enthüllt.
Attila Hörbiger war seit dem 14. Juni 1924 mit der Opernsängerin Consuelo Martinez verheiratet, 1934 kam es zur Scheidung („Trennung von Tisch und Bett“), erst 1936 zur kirchlichen Annullierung der Ehe. Am 23. November 1935 heiratete er die Schauspielerin Paula Wessely. 1936 wurde Elisabeth Orth, 1938 Christiane Hörbiger und 1945 Maresa Hörbiger geboren.
Nach dem Anschluss Österreichs beantragte Hörbiger am 19. Mai 1938 die Aufnahme in die NSDAP und wurde rückwirkend zum 1. Mai aufgenommen (Mitgliedsnummer 6.295.909). Zusammen mit seiner zweiten Ehefrau Paula Wessely spielte er in Heimkehr, einem anti-polnischen und antisemitischen Propagandafilm von Gustav Ucicky aus dem Jahr 1941. Wegen seiner ausgeprägten NS-Propaganda ist dieser Film nach dem Ende des Dritten Reiches als Vorbehaltsfilm eingestuft worden. Schon davor drehte das Paar den Propagandafilm Ernte für das austrofaschistische Regime. Hörbiger stand 1944 in der Gottbegnadeten-Liste des Reichsministeriums für Volksaufklärung und Propaganda. Zugleich soll sich das Ehepaar mehrfach für jüdische Freunde eingesetzt und diese unterstützt haben.
Im April 1987 starb Hörbiger im Alter von 91 Jahren nach einem Schlaganfall in Wien. Er liegt in Wien in einem ehrenhalber gewidmeten Grab auf dem Grinzinger Friedhof (Gruppe 6, Reihe 3, Nummer 3) an der Seite seiner Frau begraben. Sein Enkelsohn Cornelius Obonya spielte von 2013 bis 2016 die Rolle des Jedermann bei den Salzburger Festspielen.

## Filmografie (Auswahl)
- 1929: Nachtlokal
- 1929: Das Mädchenschiff
- 1930: Die Tat des Andreas Harmer
- 1930: Das Wolgamädchen
- 1930: Das Flötenkonzert von Sans-souci
- 1930: Der unsterbliche Lump
- 1931: Kaiserliebchen
- 1931: Die große Liebe
- 1931: Ihre Hoheit befiehlt
- 1932: Sehnsucht 202
- 1932: Lumpenkavaliere
- 1933: Der große Trick
- 1933: Der Tunnel
- 1934: Zwischen Himmel und Erde
- 1934: Punks kommt aus Amerika
- 1935: Varieté
- 1935: Die Liebe des Maharadscha
- 1935: Tagebuch der Geliebten
- 1936: Mädchenpensionat
- 1936: Die Julika (Ernte)
- 1937: Premiere
- 1937: Revolutionshochzeit
- 1938: Spiegel des Lebens
- 1938: Fracht von Baltimore
- 1938: Zwischen Strom und Steppe
- 1939: Menschen vom Varieté
- 1939: Grenzfeuer
- 1939: Renate im Quartett
- 1939: Frau im Strom
- 1940: Donauschiffer
- 1940: Die letzte Runde
- 1940: Im Schatten des Berges
- 1940: Wetterleuchten um Barbara
- 1941: Heimkehr
- 1942: Späte Liebe
- 1943: Die kluge Marianne
- 1943: Die goldene Fessel
- 1943/45: Freunde
- 1943/47: Am Ende der Welt
- 1944/48: Ulli und Marei
- 1947: Das unsterbliche Antlitz
- 1948: Gottes Engel sind überall
- 1948: Der Engel mit der Posaune
- 1948: Maresi
- 1949: Vagabunden
- 1950: Das vierte Gebot
- 1950: Cordula
- 1951: Maria Theresia
- 1951: Gefangene Seele
- 1953: Der Verschwender
- 1953: Ich und meine Frau
- 1954: Die Hexe
- 1954: Weg in die Vergangenheit
- 1955: Spionage
- 1955: Das Mädchen vom Pfarrhof
- 1955: Der Major und die Stiere
- 1956: Kronprinz Rudolfs letzte Liebe
- 1956: Liebe, die den Kopf verliert
- 1956: Der Meineidbauer
- 1956: Kaiserjäger
- 1957: Der Edelweißkönig
- 1961: Man nennt es Amore
- 1965: Der Alpenkönig und der Menschenfeind
- 1970: Der Querulant
- 1973: Nichts als Erinnerung
- 1974: Karl May
- 1980: Wahre Geschichten – frei erfunden

## Ehrungen
- 1950: Kammerschauspieler
- 1954: Bundesverdienstkreuz 1. Klasse (29. Juni 1954)[6]
- 1959: Kainz-Medaille
- 1961: Ehrenring der Stadt Wien
- 1966: Grillparzer-Ring
- 1971: Ehrenmitglied des Burgtheaters
- 1971: Österreichisches Ehrenkreuz für Wissenschaft und Kunst I. Klasse
- 1977: Großes Goldenes Ehrenzeichen für Verdienste um die Republik Österreich
- 1980: Nestroy-Ring
- 1985: Raimund-Ring